# جيمي جونسون (مغني)
جيمي جونسون (بالإنجليزية: Jimmy Johnson)‏ هو مغني أمريكي، ولد في 25 نوفمبر 1928 في هولي سبرينغز في الولايات المتحدة.

## وصلات خارجية
- جيمي جونسون على موقع ميوزك برينز (الإنجليزية)
- جيمي جونسون على موقع ديسكوغز (الإنجليزية)